# تیموتی کراس
تیموتی کراس (انگلیسی: Tim Cross؛ زادهٔ ۱۹ آوریل ۱۹۵۱) فرد نظامی اهل بریتانیا است. وی همچنین برندهٔ جوایزی همچون نشان امپراتوری بریتانیا شده‌است.